# Lobsang Sangay
Lobsang Sangay (født 5. september 1968 i Darjeeling) er en tibetansk-amerikansk advokat i international ret på Harvard Law School og politiker, der bor i en forstad til Boston, USA. I slutningen af April 2011 blev han valgt som efterfølger af Lobsang Tenzin som premierminister i den tibetanske eksilregering.